# Camarosporium pusillum
Camarosporium pusillum är en svampart som beskrevs av Cooke 1890. Camarosporium pusillum ingår i släktet Camarosporium, ordningen Botryosphaeriales, klassen Dothideomycetes, divisionen sporsäcksvampar och riket svampar.   Inga underarter finns listade i Catalogue of Life.